# Kevin Persson
Kevin Persson, född 22 september 1998, är en svensk fotbollsspelare som spelar för Gefle IF.

## Karriär
Perssons moderklubb är Hille IF. Han spelade 15 matcher och gjorde två mål för klubben i Division 3 2014. 2015 gick Persson till Gefle IF.
Inför säsongen 2017 flyttades Persson upp i A-laget. Persson gjorde sin Superettan-debut den 22 juli 2017 i en 2–0-förlust mot Varbergs BoIS, där han blev inbytt i den 79:e minuten mot Jesper Björkman. I december 2017 förlängde han sitt kontrakt med Gefle med ett år. I december 2018 förlängde Persson sitt kontrakt med Gefle igen till över säsongen 2019. Han förlängde med klubben ännu en gång men den här gången med två år.  I december 2021 förlängde han med Gefle med ett år.  I november 2023 förlängde Persson sitt kontrakt med klubben igen över säsongen 2025.